# Luka Šuljagić
Luka Šuljagić est un joueur monténégrin de volley-ball, né le 8 mars 1986 à Prijepolje (Serbie, district de Zlatibor). Il mesure 2,08 m et joue attaquant. Il totalise 50 sélections en équipe du Monténégro.

## Clubs
| Club                        | Pays       | De   | À    |
| --------------------------- | ---------- | ---- | ---- |
| Budvanska Rivijera          | Monténégro | 2001 | 2006 |
| Tourcoing LM                | France     | 2007 | 2009 |
| Tonno Callipo Vibo Valentia | Italie     | 2010 | 2011 |
| Pallavolo Padoue            | Italie     | 2011 | 2012 |
| Budvanska Rivijera          | Monténégro | 2012 | 2014 |
| VK Tioumen                  | Russie     | 2014 | 2015 |
| AS Cannes                   | France     | 2015 | 2016 |
| Conad Reggio Emilia         | Italie     | 2016 | 2017 |
| Arcada Galați               | Roumanie   | 2017 | 2018 |
| GFC Ajaccio                 | France     | 2018 | 2019 |

## Palmarès
- Championnat de France
  - Finaliste : 2009
- Champions league
  - Play off 12 : 2013
- Supercup Roumanie
  - Winner : 2017